# Луїджі Ардіті
Луїджі Ардіті (італ. Luigi Arditi; 22 липня 1822, Крешентіно, Італія — 1 травня 1903, Гоув, Англія) — італійський диригент і композитор.

## Біографія
Уродженець П'ємонту, навчався в Міланській консерваторії у Бернардо Феррара (скрипка) та Ніколи Ваккаї (композиція). Дебютував як скрипаль 1839 року, 1842 року в місті Верчеллі почав кар'єру диригента. Перша опера Луїджі Ардіті «Розбійники» (італ. I Briganti) була поставлена в Мілані 1841 року.
До 1846 року диригував в різних оперних театрах Італії, потім вирушив на Кубу разом з Джованні Боттезіні, де насамперед поставив одну з найбільш відомих своїх опер, «Корсар». З 1851 року працював в Сполучених Штатах Америки, в тому числі в Бостоні та Філадельфії, 1852 року був запрошений на посаду капельмейстера італійської опери Нью-Йорка, в якій завершив чотири роки по тому другу зі своїх найвідоміших опер, «Шпигунка» (італ. La Spia; 1856, головну партію на прем'єрі співала Анна Лагранж). 1856 року відвідав Константинополь, де на замовлення султана Абдул-Меджида I склав «Турецький гімн» (італ. Inno turco пізніше виконаний в лондонському Кришталевому палаці на честь візиту наступного султана, Абдул-Азіза.
У 1858—1869 рр. капельмейстер Театру Її Величності в Лондоні, потім в 1869–1870 рр. в театрі Ковент-Гарден. До заслуг Ардіті належить перша повна постановка опери Ріхарда Вагнера («Летючий голландець») у Великій Британії — парадоксальним чином, італійською мовою, з Ільмою ді Мурска в одній з головних партій. Серед інших британських прем'єр, які пройшли під керуванням Ардіті, — «Гамлет» Амбруаза Тома, «Фауст» Шарля Гуно, «Сільська честь» П'єтро Масканьї.
У 1871—1873 рр. диригував в італійській опері Санкт-Петербурга, потім працював в Німеччині, Відні, Мадриді. 1885 року повернувся в театр Ковент-Гарден.
Згідно З енциклопедичним словником Брокгауза і Ефрона, «з його творів великої популярності набув вальс для співу» Il bacio «(Поцілунок)».
Помер у місті Гоув у графстві Східний Сассекс.